# Miroslav Tichý
Pour les articles homonymes, voir Tichý.
Miroslav Tichý (prononcé en tchèque [cɪxiː]), né le 20 novembre 1926 à Nětčice, en Moravie, et mort le 12 avril 2011, à Kyjov, est un peintre et photographe tchèque.
L'une de ses particularités était de fabriquer lui-même ses objectifs et ses appareils photographiques à partir d'objets divers, ponçant par exemple ses lentilles d'objectif avec de la cendre de cigarette et du dentifrice. Ses images montrent le plus souvent des photographies volées de femmes sous des angles et postures sensuels de la vie quotidienne.

## Biographie
Élève de l'Académie des beaux-arts de Prague, Miroslav Tichý arrête ses études à l'été 1948, probablement pour des raisons personnelles et politiques (coup de Prague). Durant les années 1950, peintre, il imite Picasso, Cézanne et Matisse, suit les tendances cubistes et impressionnistes. Il expose pour la dernière fois ses peintures, à Brno, pour une exposition collective des jeunes artistes tchécoslovaques (Umění mladých umělců Československa). Il passe au dessin et au thème exclusif de la femme.

Il passe à la photographie dans les années 1970 quand il est forcé de quitter son atelier dans la maison familiale, celui-ci étant destiné à être transformé en atelier de fabrication pour une coopérative. Tichý explique ainsi le passage à la photographie : 

« Les peintures étaient peintes, les dessins dessinés. Qu'avais-je à faire ? Je cherchais un autre moyen. Avec la photographie, j'ai trouvé quelque chose de nouveau, un nouveau monde. »

Il construit alors lui-même ses appareils photographiques et son agrandisseur, à partir d'ustensiles divers, de plaques de métal, de verre optique pour lunette, et autres matériaux de récupération.
Le thème de ses photographies est quasi exclusivement la représentation de femmes que Tichý aborde dans les rues de Kyjov ou à la piscine. Il photographie aussi Kyjov et réalise des natures mortes. Pour économiser, il choisit pour format de pellicule photographique des films de 60 mm qu'il coupe en deux. Comme Jan Saudek, il retouche lui-même ses photos au crayon.

Il travaille comme un voyeur, dégainant son appareil caché sous son pull, au moment propice, prenant un cliché sans regarder au travers du viseur, se disant capable, par ce moyen, de « prendre une hirondelle en plein vol ». Cette méthode explique le style de Tichý, sous-exposé, peu net, à partir de négatifs abîmés. Il explique : 

« J'avais une norme, tant de clichés par jour, tant tous les cinq ans. Et quand j'ai eu rempli mon plan, j'ai arrêté. »

Il arrête ainsi de créer au début des années 1990.
Dans sa ville natale, il est considéré au mieux comme un « fada » et au pire comme un voyeur dont la photographie n'est que la façade à sa paraphilie.
Son travail, découvert par Roman Buxbaum à la fin des années 1990, est rapidement reconnu en Europe : première exposition personnelle à la biennale de Séville de 2004, rétrospective personnelle à la Kunsthaus de Zurich en 2005, première exposition personnelle en Tchéquie en 2006, à Brno avec un concert du compositeur et interprète britannique Michael Nyman. Tichý a été exposé aux Rencontres photographiques d'Arles en 2005, où il reçoit le « prix découverte » de l'année. Une grande exposition a eu lieu au Centre Georges-Pompidou de Paris entre le 25 juin et le 22 septembre 2008.

## Quelques expositions personnelles
- 2005 :  Kunsthaus de Zurich (Suisse)
- 2006 : Dům Umění Města Brna / Maison des arts de Brno (République tchèque)
- 2007 : Pékin Art Now Gallery, Pékin (Chine)
- 2007 : Taka Ishii Gallery, Tokyo (Japon)
- 2008 : Museum für Moderne Kunst (MMK), Francfort (Allemagne)
- 2008 : Kunsthaus Bregenz, KUB Billboards, Bregenz (Autriche)
- 2008 : Musée national d’art moderne, Centre Pompidou, Paris (France)
- 2009 : « Miroslav Tichỷ : Mirography », espace d’art Ivorypress, Madrid (Espagne)
- 2009 : Gallery Elisabeth & Klaus Thoman, Innsbruck (Autriche)
- 2009 : Jiri Svestka Gallery, Berlin (Allemagne)
- 2010 : Robert Koch Gallery, San Francisco (États-Unis)
- 2010 : « Behind the Curtain », Howard Greenberg Gallery, New York (États-Unis)
- 2010 : International Centre of Photography, New York (États-Unis)
- 2011 : « Les Formes du vrai / Forms of Truth », Galerie hlavního města Prahy / Galerie de la ville de Prague (République tchèque)
- 2011 : Wilkinson Gallery, Londres (Grande-Bretagne)
- 2011 : Université d'art de Braunschweig (Allemagne)
- 2011 : « Miroslav Tichỷ : Retrospettiva », SI Fest, Savignano sul Rubicone (Italie)
- 2012 : « The Artist with the Bad Camera », Maison de la photographie de Moscou (Russie)
- 2012 : « L'Homme à la mauvaise caméra », Galerie Pascal Polar, Bruxelles (Belgique)
- 2013 : « Homage to Miroslav Tichý », Biennale de Prague (République tchèque)
- 2013 : « City of the Woman », Zephyr, Mannheim (Allemagne)